# 김태완 (1971년)
김태완(金泰完, 1971년 7월 22일~)은 전직 축구 선수이자 현 축구 지도자로 현역 시절 포지션은 수비수였으며 현재 K리그2 천안 시티의 감독으로 재직 중이다.

## 선수 경력
동래고등학교와 홍익대학교를 졸업한 후 실업 팀인 한일은행 축구단에서 1년 간 몸담고 상무에 입대해 군 복무를 마쳤으며, 제대 후 1997년 대전 시티즌의 창단 멤버로 입단하며 프로 무대에 입문했다. 1998년에 대전의 2대 주장으로 선임되었으며, 팀의 중앙 수비의 핵심 자원으로 활약하며 팀의 2001년 FA컵 우승을 이끌었다.
2001 시즌 후 부상 등을 이유로 갑작스럽게 은퇴를 선언했다.

## 지도자 경력
은퇴 후 해외 지도자 연수를 고려했으나 이강조 감독의 부름을 받아 2002년부터 상무의 코치로 취임해 15년동안 코치로 활동했고, 2011년 3월에 정식 군무원이 되었다. 시즌 중반 이수철 감독이 승부조작 사건으로 군 검찰에 의해 구속당하자 감독 대행으로 팀을 이끌었다. 2013 시즌과 2015 시즌에는 박항서 감독을 잘 보좌하며 K리그 챌린지 우승 및 승격을 이끌었으며 2016 시즌에는 조진호 감독을 보좌하며 팀의 사상 첫 상위 스플릿 A 진입을 이끌었다. 2017 시즌을 앞두고 조진호 감독이 부산 아이파크 감독으로 취임하며 자리를 옮기게 되면서 상주 상무의 감독으로 승진했다. 김태완은 2002년부터 15년 동안 상무에서 활동하며 상주시, 구단, 국군체육부대 간 운영 체계에 대한 이해도가 높고, 선수와 소통 능력이 뛰어나다는 게 감독 선임 이유였다. 상무 구단으로는 5년 만에 현역 대한민국 군무원이 감독 자리에 올랐으며, 대전 선수 출신으로는 최초로 프로 팀 감독이 되었다. 3월 4일 강원 FC전을 통해 감독 데뷔전을 치렀으나 1:2로 패했고, 12일 전남 드래곤즈전에서 3:1 승리를 거두며 감독 데뷔 이후 첫 승을 거두었으며, 연이어 펼쳐진 울산 현대전에서 연승을 거두었다. 하지만 매번 선수단이 대거 바뀌고 제대 시즌만 내면 주전 선수가 대량으로 빠져나가는 군 팀의 특정상 조직력이 좋지 못하다는 한계를 극복하지는 못하였고 끝내 리그 11위를 기록하며 치른 부산 아이파크와 승강 플레이오프에서 승부차기까지 가는 접전 끝에 가까스로 승리를 거두며 K리그1 11위 팀 최초로 승강 플레이오프에서의 승리라는 기록을 만들어내면서 K리그1 잔류를 확정지었으며 상주에서의 마지막 시즌인 2020 시즌에서는 리그 4위라는 팀 역사상 1부 리그 최고 성적을 거두며 유종의 미를 거두었다.
상무 축구단이 상주시에서 김천시로 연고지를 옮기게 되어 2021년에는 K리그2에서 시즌을 시작하게 되었으나, 1시즌 만에 상무를 K리그1로 복귀시켰다.
그러나 상무가 승강 플레이오프로 떨어진 후 친정 팀 대전 하나 시티즌에 2연속으로 패하며 다시 K리그2로 강등당했고, 결국 시즌 후 2022년 12월 9일에 사퇴했다. 동시에 군무원 퇴직 신청서도 제출한 것으로 알려졌다.

## 수상 내역

### 구단

#### 대전 시티즌
- FA컵 우승 1회 (2001년)